# Kute (kanton środkowobośniacki)
Kute – wieś w Bośni i Hercegowinie, w Federacji Bośni i Hercegowiny, w kantonie środkowobośniackim, w gminie Gornji Vakuf-Uskoplje. W 2013 roku liczyła 167 mieszkańców, z czego większość stanowili Chorwaci.